# ليميرا
ليميرا هي مدينة، وبلدية في البرازيل، تتبع ساو باولو، بلغ عدد سكانها 249٬046  نسمة، في 2000، تبلغ مساحتها 580٫711 كيلومتر مربع، رمزها البريدي هو 13480-000 até 13489-999.

## الموقع
تشترك في الحدود مع:
- سانتا باربرا دي أويستي.

## المناخ
يظهر الجدول التالي التغييرات المناخية على مدار السنة لليميرا:
| البيانات المناخية لـليميرا                                   | البيانات المناخية لـليميرا | البيانات المناخية لـليميرا | البيانات المناخية لـليميرا | البيانات المناخية لـليميرا | البيانات المناخية لـليميرا | البيانات المناخية لـليميرا | البيانات المناخية لـليميرا | البيانات المناخية لـليميرا | البيانات المناخية لـليميرا | البيانات المناخية لـليميرا | البيانات المناخية لـليميرا | البيانات المناخية لـليميرا | البيانات المناخية لـليميرا |
| الشهر                                                        | يناير                      | فبراير                     | مارس                       | أبريل                      | مايو                       | يونيو                      | يوليو                      | أغسطس                      | سبتمبر                     | أكتوبر                     | نوفمبر                     | ديسمبر                     | المعدل السنوي              |
| ------------------------------------------------------------ | -------------------------- | -------------------------- | -------------------------- | -------------------------- | -------------------------- | -------------------------- | -------------------------- | -------------------------- | -------------------------- | -------------------------- | -------------------------- | -------------------------- | -------------------------- |
| متوسط درجة الحرارة الكبرى °م (°ف)                            | 27.2 (81.0)                | 27.2 (81.0)                | 27.2 (81.0)                | 25.5 (77.9)                | 23.5 (74.3)                | 22.3 (72.1)                | 22.1 (71.8)                | 24.0 (75.2)                | 24.6 (76.3)                | 24.8 (76.6)                | 26.0 (78.8)                | 25.4 (77.7)                | 24.9 (76.8)                |
| متوسط درجة الحرارة الصغرى °م (°ف)                            | 17.8 (64.0)                | 17.8 (64.0)                | 17.2 (63.0)                | 15.2 (59.4)                | 12.9 (55.2)                | 11.4 (52.5)                | 10.9 (51.6)                | 12.0 (53.6)                | 13.8 (56.8)                | 14.6 (58.3)                | 16.0 (60.8)                | 16.9 (62.4)                | 14.7 (58.5)                |
| الهطول مم (إنش)                                              | 235.7 (9.28)               | 211.8 (8.34)               | 138.9 (5.47)               | 53.6 (2.11)                | 41.6 (1.64)                | 41.7 (1.64)                | 19.6 (0.77)                | 24.3 (0.96)                | 61.5 (2.42)                | 120.5 (4.74)               | 140.5 (5.53)               | 210.8 (8.30)               | 1٬300٫5 (51.20)            |
| المصدر: Climatologia para Limeira-SP - Jornal do Tempo - UOL |                            |                            |                            |                            |                            |                            |                            |                            |                            |                            |                            |                            |                            |

## أعلام
- مارسيلو فريتاس
- كارلوس رودريغوس كوريا
- أندريه نونيز
- إدواردو روبرتو دوس سانتوس
- أندريس سانشيز